# Lee Kyung-Won
Lee Kyung-Won (en coreano: 이경원; Changwon, 21 de enero de 1980) es una deportista surcoreana que compitió en bádminton, en la modalidad de dobles.
Participó en tres Juegos Olímpicos de Verano entre los años 2000 y 2008, obteniendo dos medallas, bronce en Atenas 2004 y plata en Pekín 2008. Ganó dos medallas de bronce en el Campeonato Mundial de Bádminton en los años 2001 y 2005.

## Palmarés internacional
| Juegos Olímpicos   | Juegos Olímpicos         | Juegos Olímpicos  | Juegos Olímpicos |
| Año                | Lugar                    | Medalla           | Prueba           |
| ------------------ | ------------------------ | ----------------- | ---------------- |
| 2004               | Atenas (Grecia)          | Medalla de bronce | Dobles           |
| 2008               | Pekín (China)            | Medalla de plata  | Dobles           |
| Campeonato Mundial |                          |                   |                  |
| Año                | Lugar                    | Medalla           | Prueba           |
| 2001               | Sevilla (España)         | Medalla de bronce | Dobles           |
| 2005               | Anaheim (Estados Unidos) | Medalla de bronce | Dobles           |